# Paracymoriza
Paracymoriza là một chi bướm đêm thuộc họ Crambidae.

## Các loài
- albifascialis species group
  - Paracymoriza albalis Yoshiyasu, 1987
  - Paracymoriza albifascialis Hampson, 1891
  - Paracymoriza phlegetonalis (Snellen, 1895)
  - Paracymoriza stigmatalis (Swinhoe, 1894)
- distinctalis species group
  - Paracymoriza bleszynskialis Roesler & Speidel, 1981
  - Paracymoriza distinctalis (Leech, 1889)
  - Paracymoriza taiwanalis (Wileman & South, 1917)
- eromenalis species group
  - Paracymoriza eromenalis (Snellen, 1880)
  - Paracymoriza parallelalis Sauber in Semper, 1902
- laminalis species group
  - Paracymoriza laminalis (Hampson in Leech & South, 1901)
  - Paracymoriza reductalis (Caradja, 1925)
- nigra species group
  - Paracymoriza latifascialis (Warren, 1896)
  - Paracymoriza flavicaput (Snellen, 1901)
  - Paracymoriza nigra (Warren, 1896)
- prodigalis species group
  - Paracymoriza cataclystalis (Strand, 1919)
  - Paracymoriza fuscalis (Yoshiyasu, 1985)
  - Paracymoriza okinawanus (Yoshiyasu & Arita, 1992)
  - Paracymoriza prodigalis (Leech, 1889)
  - Paracymoriza yuennanensis (Caradja in Caradja & Meyrick, 1937)
- vagalis species group
  - Paracymoriza aurantialis Swinhoe, 1895
  - Paracymoriza immanis (Hampson, 1906)
  - Paracymoriza inextricata (Moore, 1888)
  - Paracymoriza olivalis Hampson, 1891
  - Paracymoriza rivularis (Moore, 1888)
  - Paracymoriza vagalis (Walker, 1866)
- unknown species group
  - Paracymoriza albimaculata F.Q. Chen, S.M. Song & C.S. Wu, 2007
  - Paracymoriza argenteolineata Speidel, 2003
  - Paracymoriza concava F.Q. Chen, S.M. Song & C.S. Wu, 2007
  - Paracymoriza convallata You & Li in You & Li, 2005
  - Paracymoriza ectargyralis (Hampson, 1897)
  - Paracymoriza fuliginosa Speidel, 2003
  - Paracymoriza gangeticalis (Lederer, 1863)
  - Paracymoriza loricatalis (Lederer, 1863)
  - Paracymoriza multispinea You, Wang & Li in You, Wang, Li & Chen, 2003
  - Paracymoriza naumanniella Speidel, Buchsbaum & Miller, 2005
  - Paracymoriza nigrella Speidel, 2003
  - Paracymoriza oxygona (Meyrick, 1894)
  - Paracymoriza pseudovagalis F.Q. Chen, S.M. Song & C.S. Wu, 2007
  - Paracymoriza scotalis (Hampson, 1906)
  - Paracymoriza truncata F.Q. Chen, S.M. Song & C.S. Wu, 2007